# Občina Ljutomer
Občina Ljutomer je ena od občin v Republiki Sloveniji z več kot 11.000 prebivalci in središčem v Ljutomeru.

## Naselja v občini
Babinci, Bodislavci, Branoslavci, Bučkovci, Cezanjevci, Cuber, Cven, Desnjak, Drakovci, Globoka, Godemarci, Gresovščak, Grlava, Ilovci, Jeruzalem, Krapje, Krištanci, Kuršinci, Ljutomer, Mala Nedelja, Mekotnjak, Moravci v Slovenskih goricah, Mota, Noršinci pri Ljutomeru, Nunska Graba, Plešivica, Podgradje, Precetinci, Presika, Pristava, Radomerje, Radomerščak, Radoslavci, Rinčetova Graba, Sitarovci, Slamnjak, Spodnji Kamenščak, Stara Cesta, Stročja vas, Šalinci, Vidanovci, Vogričevci, Zgornji Kamenščak, Železne Dveri

## Regionalno in čezmejno sodelovanje
Občina Ljutomer sodeluje v čezmejnem projektu Mura Drava, s katerim se medsebojno povezujejo nekatere občine v Sloveniji in na Hrvaškem. Projekt ima svoj spletni portal Mura Drava TV.